# タクラマカン砂漠公路

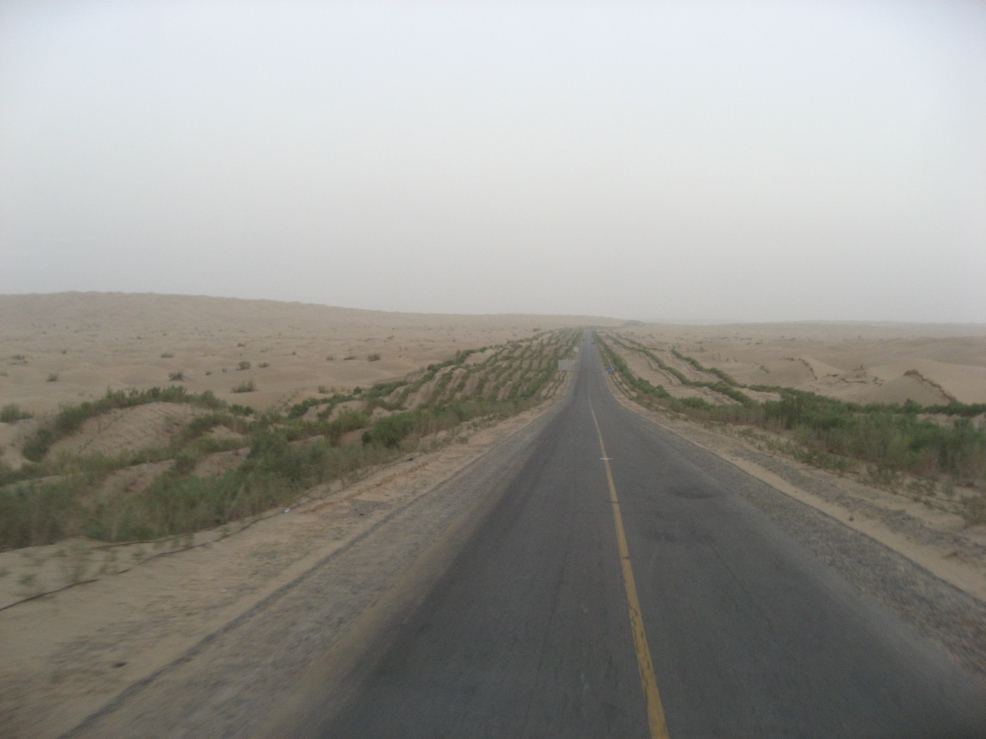
輪民公路の風景

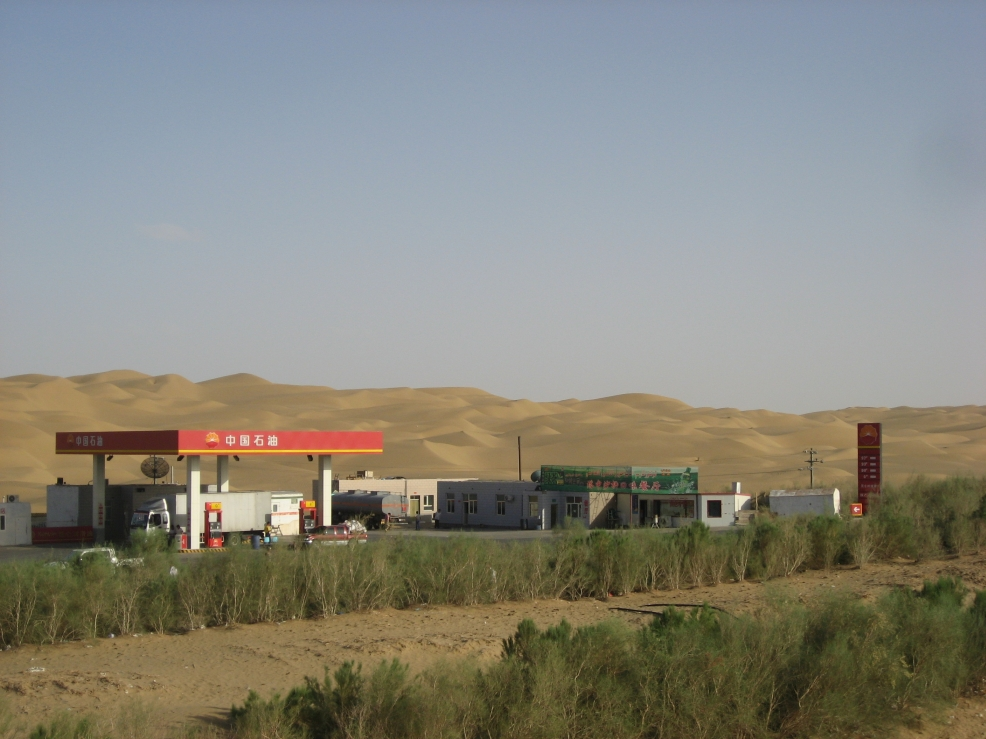
輪民公路上の中国石油ガソリンスタンド

タクラマカン砂漠公路（タクラマカンさばくこうろ、中国語: 塔克拉玛干沙漠公路）はタリム沙漠公路（中国語: 塔里木沙漠公路）とも呼ばれ、中国・新疆ウイグル自治区にあるタリム盆地のタクラマカン砂漠を南北に縦断し、おもに北のG314国道と南のG315国道を結ぶ道路である。現在、2路線と1支線が開通している 。
主に油田開発のために建設され、砂漠化を防ぐために道路脇に植物を植えているところも観察されている 。

## 輪民公路
輪民公路（りんみんこうろ、自治区道路S165）は沙漠の北のクチャより少し東にあるブグル県（輪台県 北緯41度46分 東経84度18.5分 / 北緯41.767度 東経84.3083度座標: 北緯41度46分 東経84度18.5分 / 北緯41.767度 東経84.3083度）からタリム川・タクラマカン砂漠を横切って、南のニヤ県（民豊県）を結ぶ幹線道路。全長565.66キロメートルの道路で、1984年にタクラマカン砂漠での石油埋蔵が発見された後、1993年に道路の建設を開始され、1995年に開通した。

### 輪民公路写真集

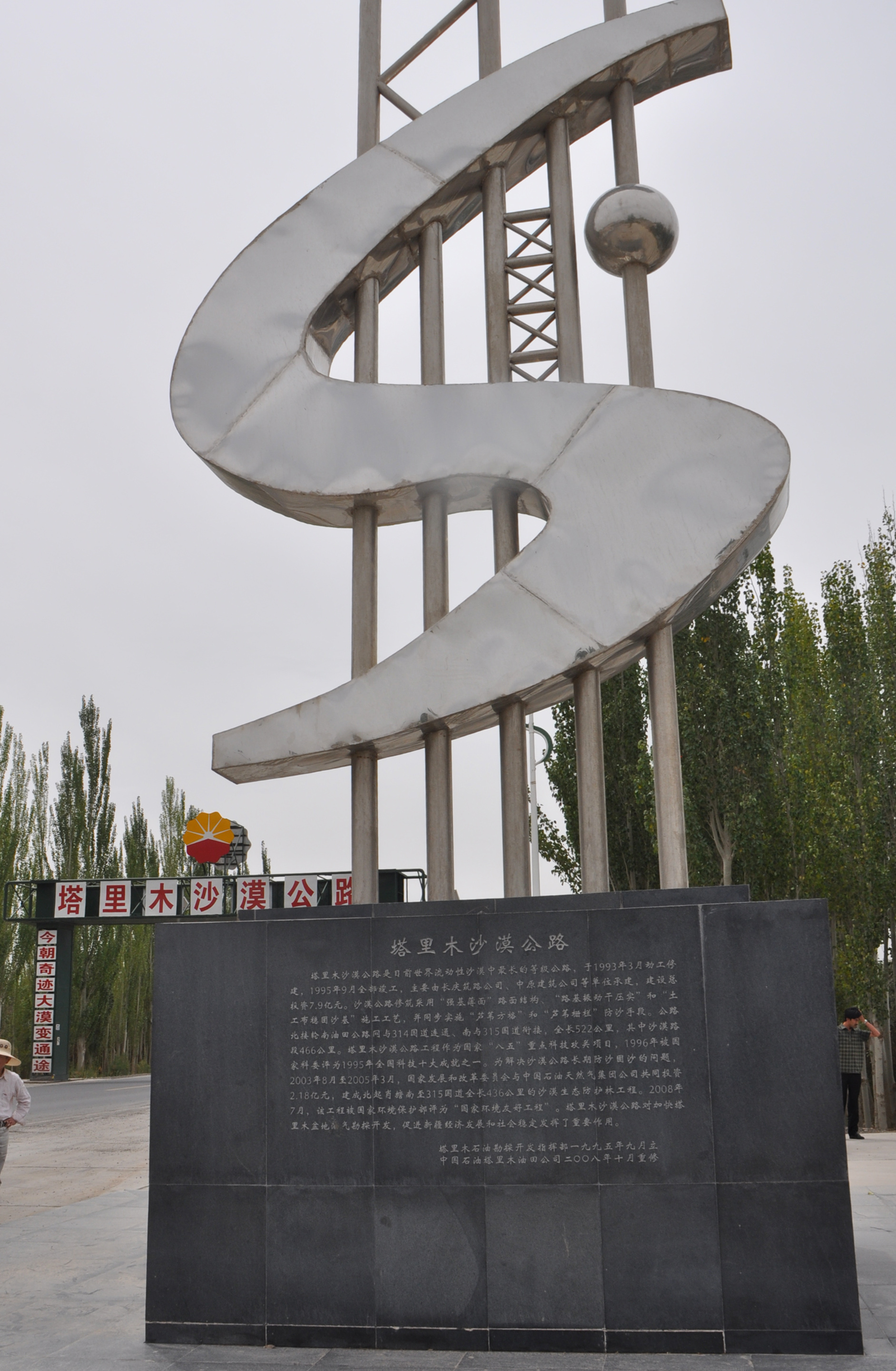
公路完成の記念碑（北側の輪台県で）
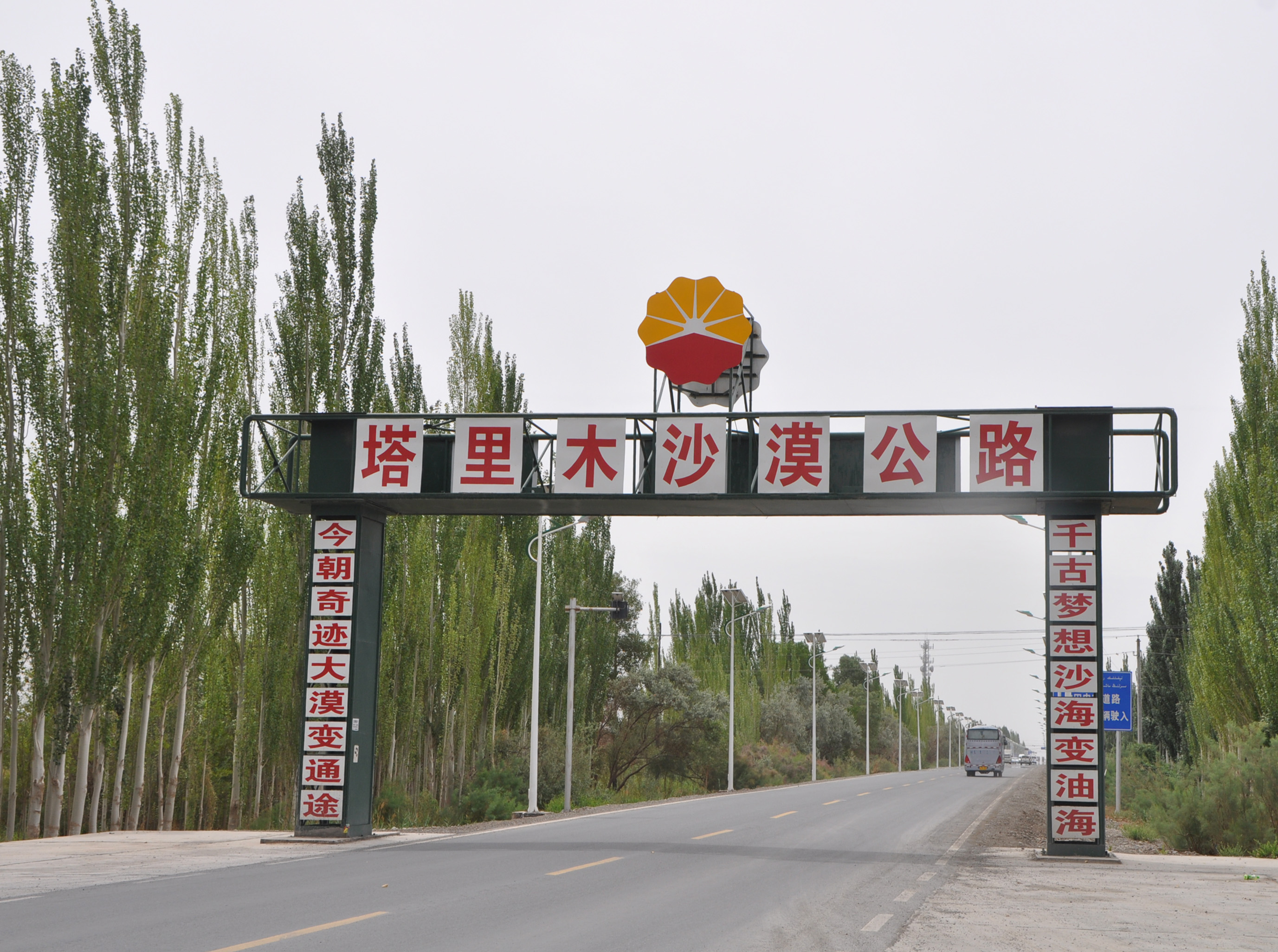
「タリム沙漠公路」へスタート（輪台県で）
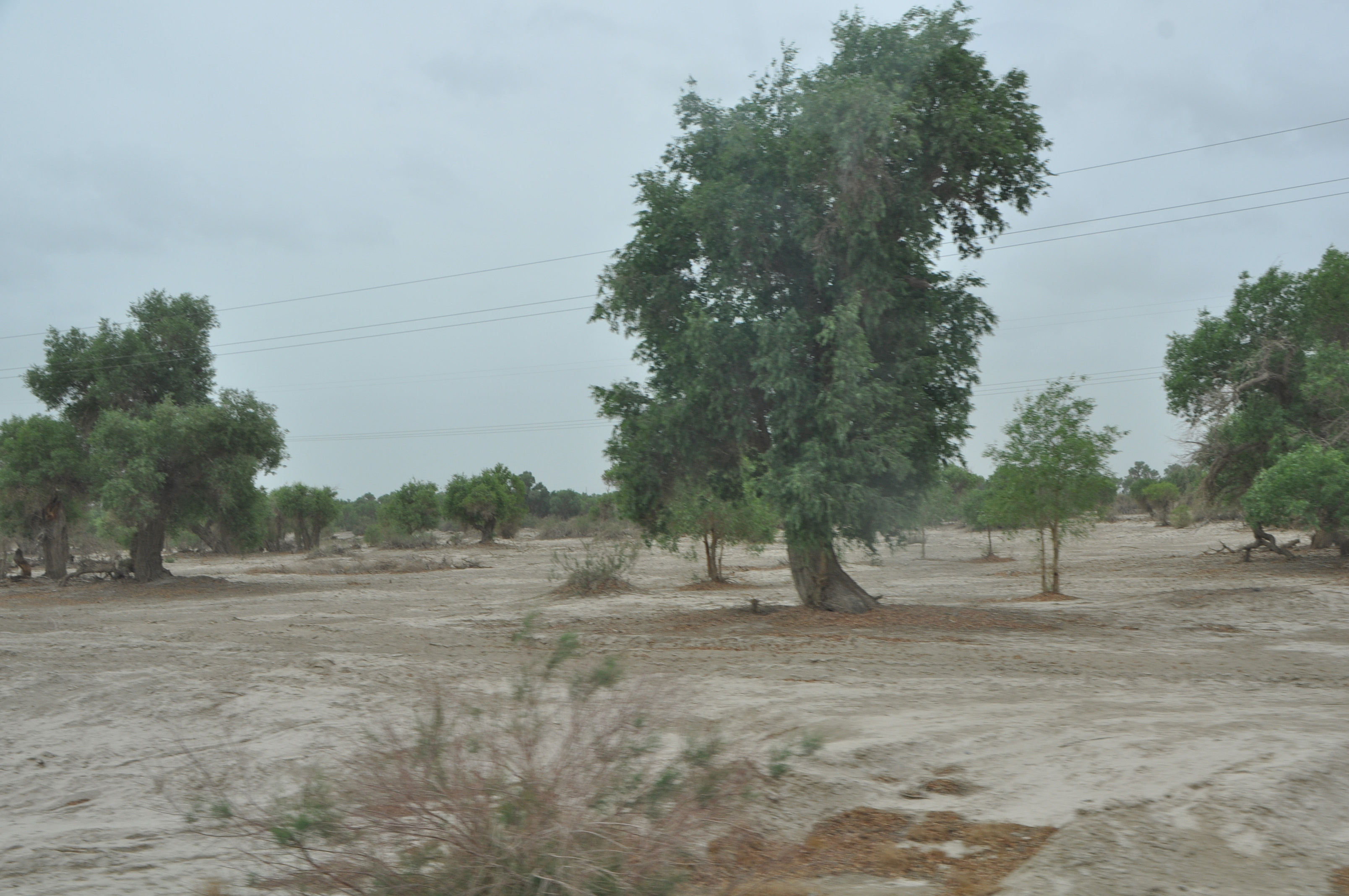
コトカケヤナギ（zh:胡楊）
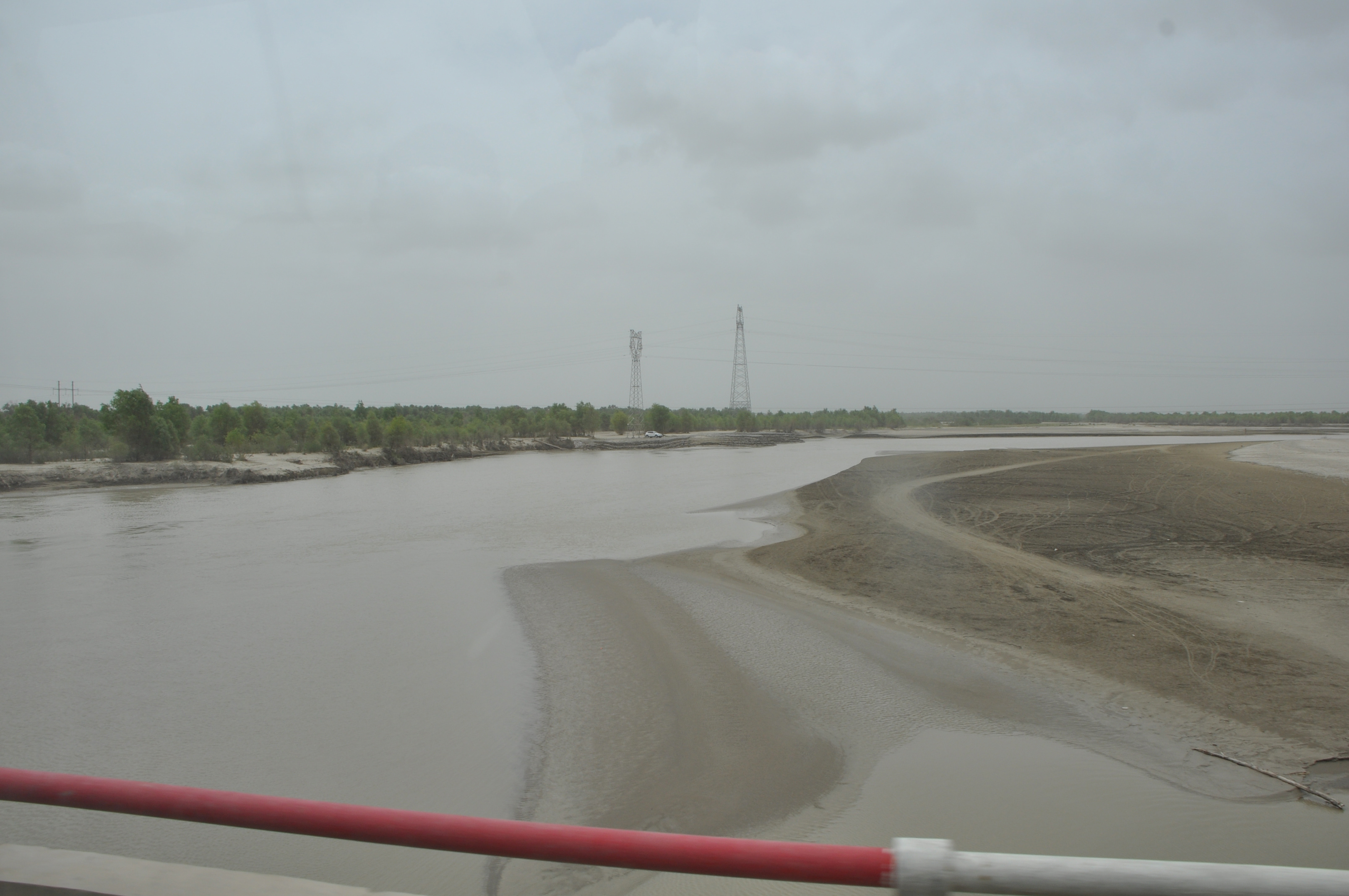
タリム川を渡る
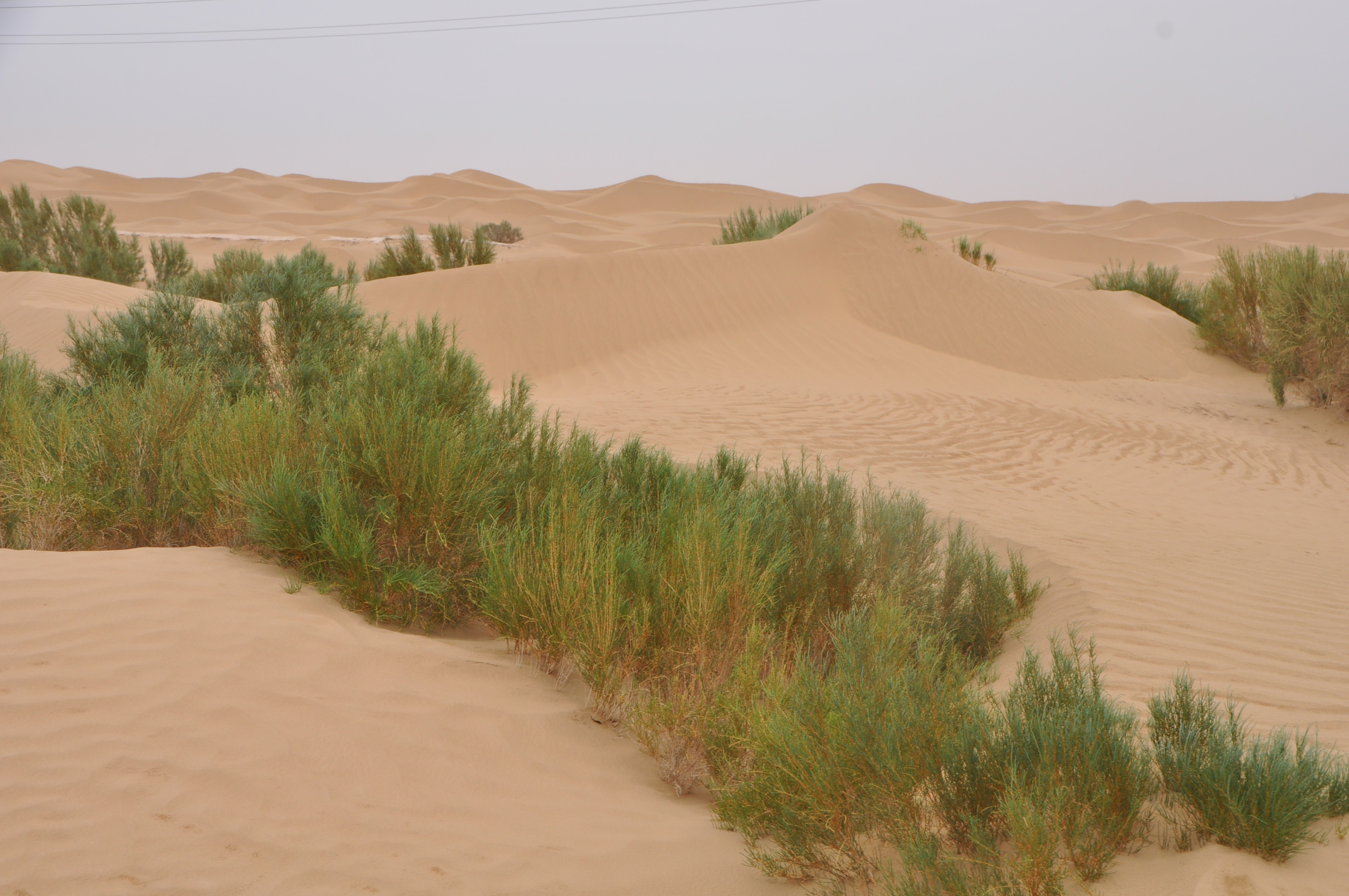
公路途中のタリム沙漠風景
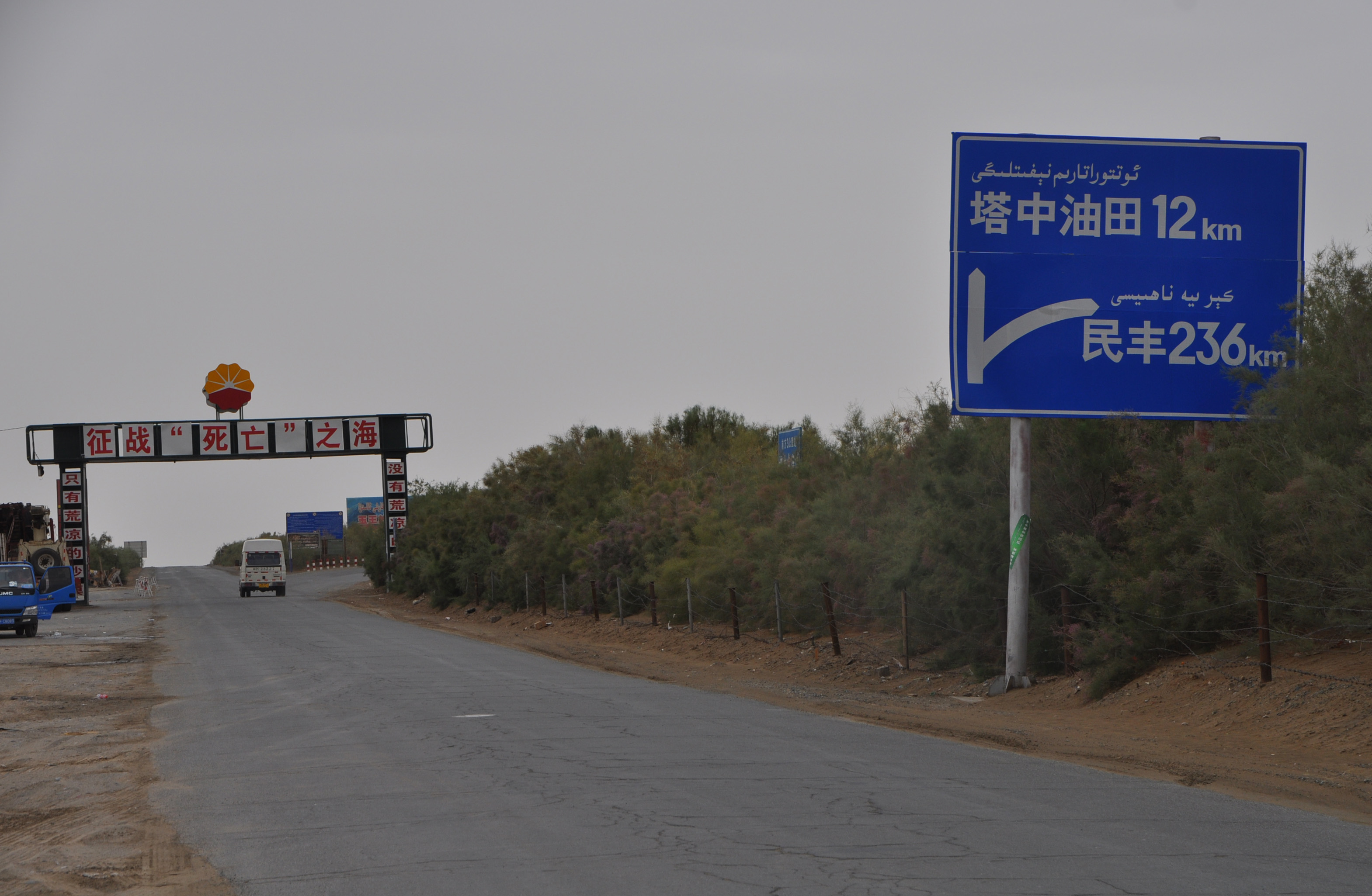
左は塔中油田へ、右は主要路を民豊県へ
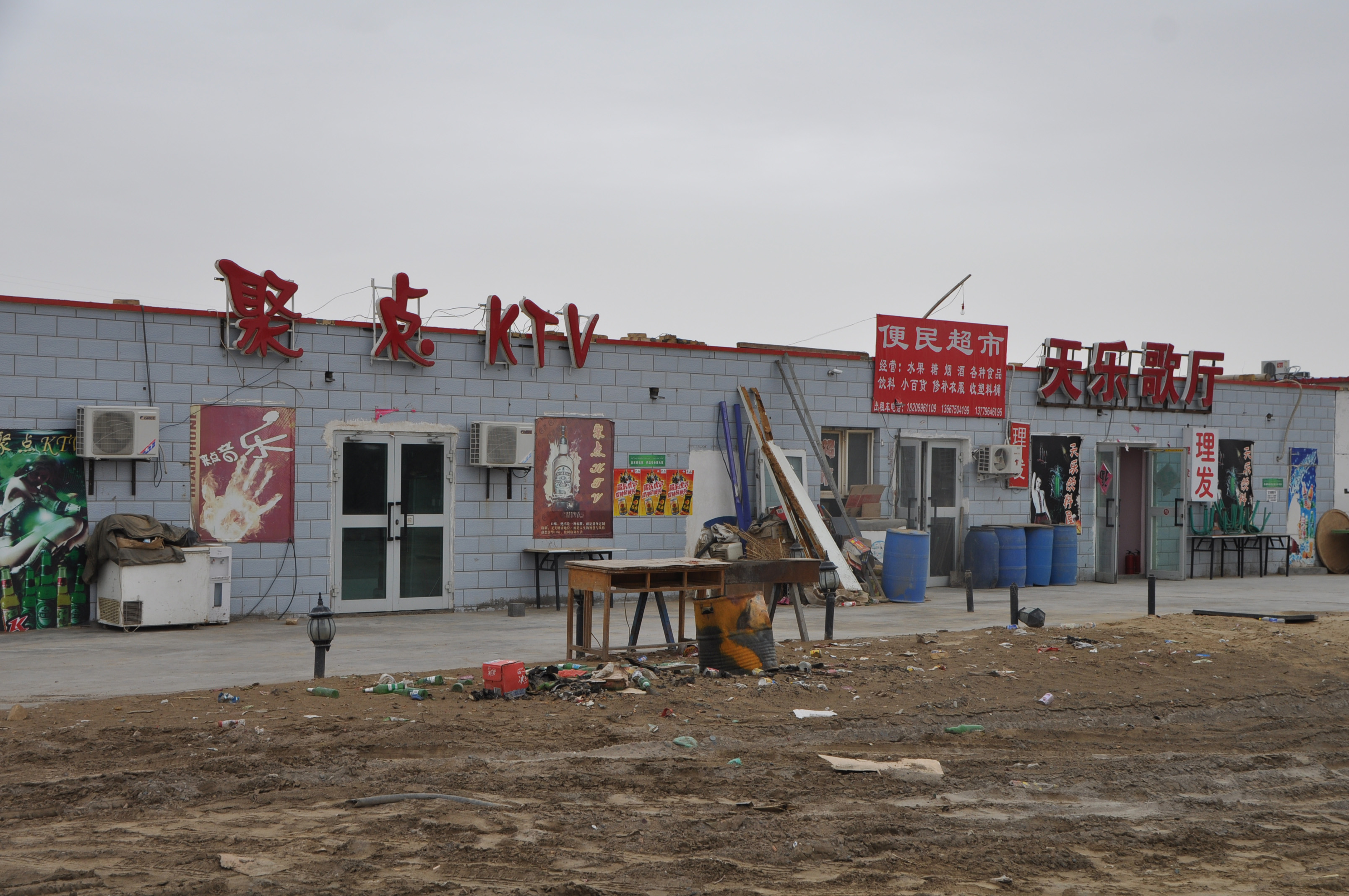
この塔且公路の出発点には、スーパーとカラオケ店
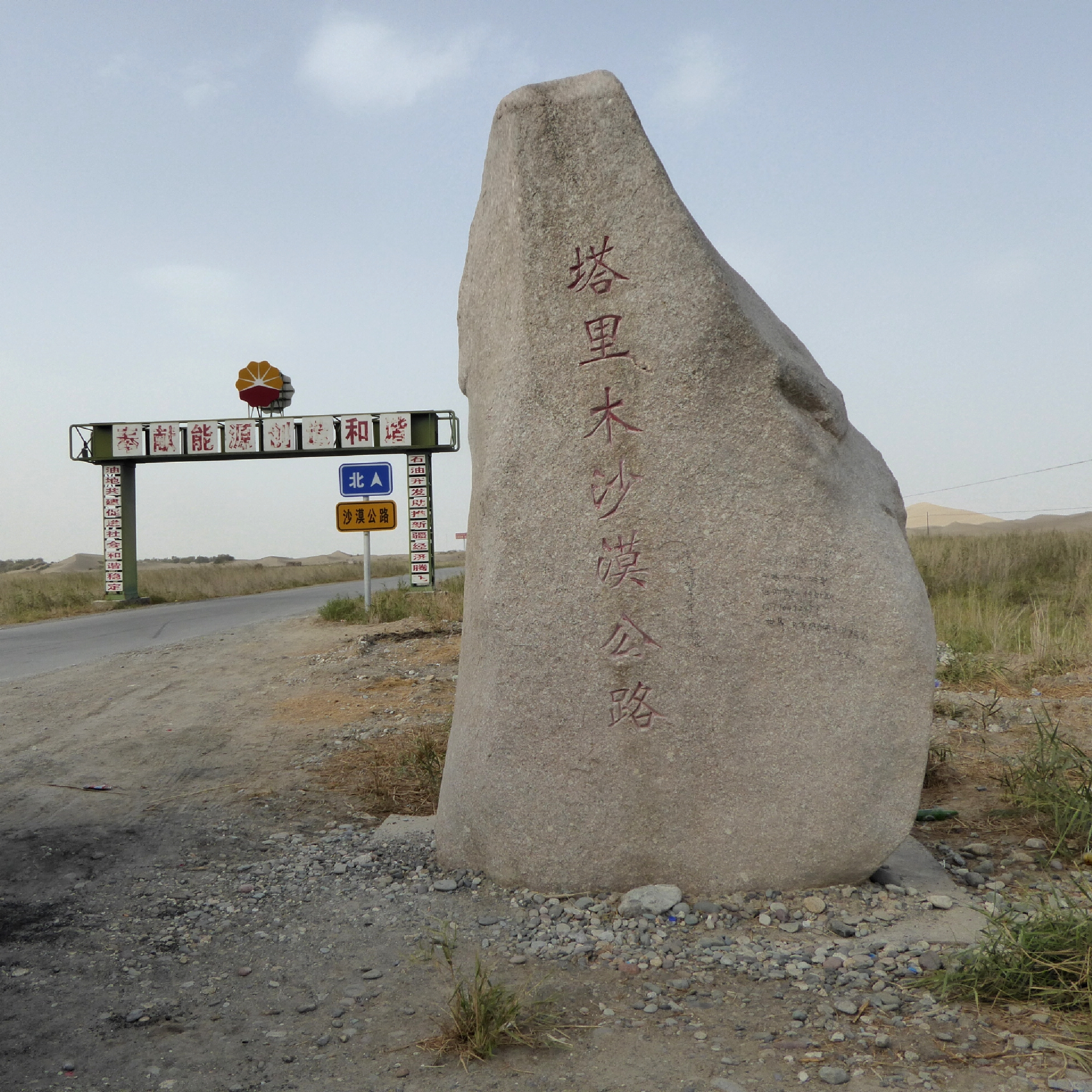
公路終点の記念碑（ 民豊県で）

### 塔且公路
塔且公路（とうしょこうろ、自治区道路S233）は輪民公路の途中にある塔中とその南東方向へチャルチャン県（且末県）を結ぶ支線。全長156キロメートルの道路であり、2002年に開通。

## 阿和公路
北のアクス地区内のアラル市（阿拉爾市）と南のホータン市（和田市）をホータン川に沿って結ぶ幹線道路。全長424.77キロメートルの道路で、2007年に開通。現在はクチャからアラル市を経て阿和公路でホータン市までが国道化され、G217国道がホータン市まで延長された形になっている 。

## 参照項目
- タリム油田
- タリム盆地